# Pumpspeicherkraftwerk Erzhausen
Das Pumpspeicherkraftwerk Erzhausen in der Ortschaft Kreiensen in Einbeck, Landkreis Northeim (Niedersachsen) wurde im Jahr 1964 durch PreussenElektra (ab 2000: E.ON Energie) in Betrieb genommen und wird seit 2009 vom norwegischen Energieversorgungsunternehmen Statkraft betrieben. Das namensgebende Dorf Erzhausen wurde 1974 in die Gemeinde Kreiensen eingegliedert.

## Beschreibung
Das Kraftwerk besteht aus dem Unterbecken im Leinetal, an dessen Westufer die technischen Anlagen liegen, und dem Oberbecken auf dem Selter. Der Höhenunterschied zwischen Unter- und Oberbecken beträgt knapp 300 m. Die beiden Druckrohrleitungen vom Oberbecken zum Maschinenhaus sind jeweils 1260 Meter lang und haben einen Durchmesser von 3,4 Metern.
Im Turbinenhaus erzeugen vier Maschinensätze eine Gesamt-Nennleistung von 220 MW. Sie bestehen aus jeweils einer Francis-Spiralturbine mit angekoppeltem Generator sowie einer zweiflutig-zweistufigen Kreiselpumpe. 
Die potentielle Energie der Wasserreserve des Oberbeckens reicht für über vier Stunden Stromproduktion. Insgesamt können pro Zyklus 1032 MWh Energie gespeichert bzw. zurückgewonnen werden. Dabei variiert der Wasserstand im Oberbecken um bis zu 12 Meter.

## Bildergalerie

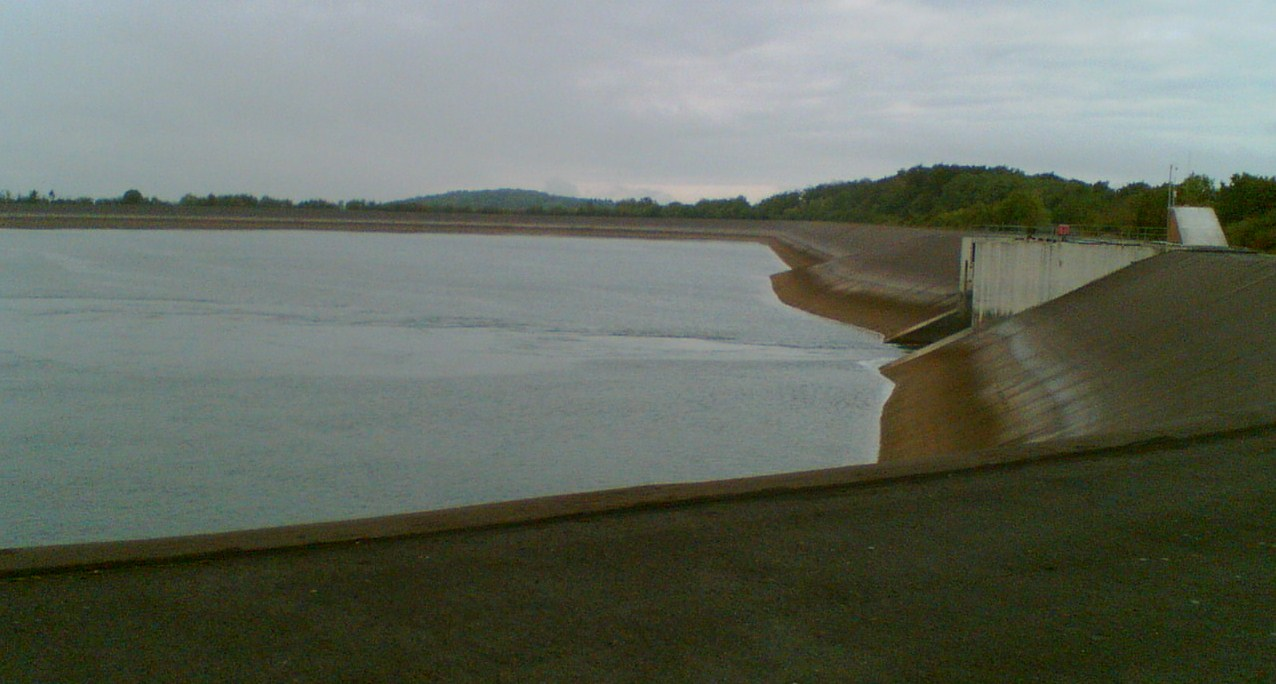
Oberbecken, Ablauf und Zulauf rechts, Dezember 2013
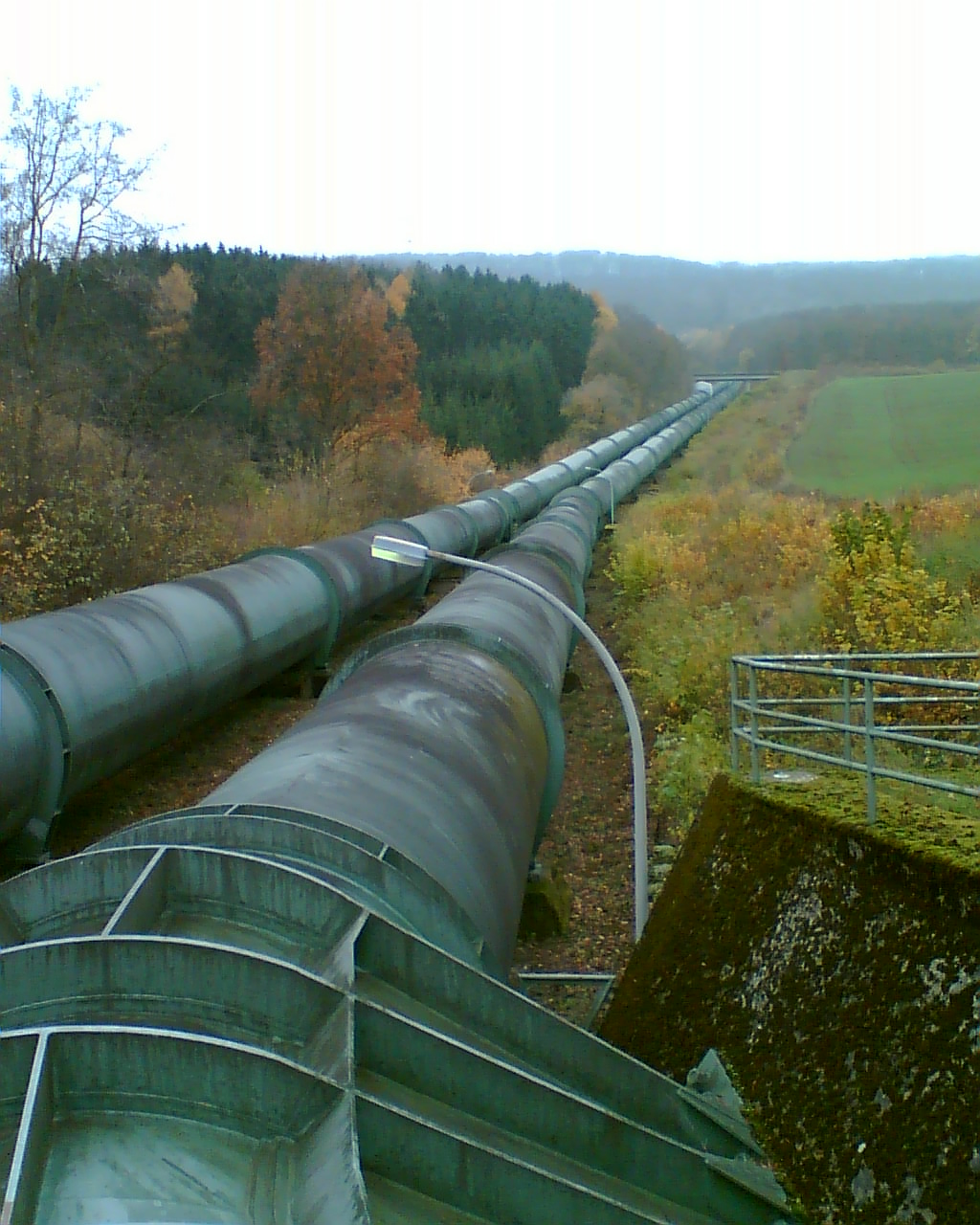
Druckrohrleitungen, Dezember 2012

## Netzanbindung
Das Kraftwerk ist mit einer 5,2 km langen Stichleitung nach Westen an die 220-kV-Leitung Lehrte–Borken des Übertragungsnetzbetreibers Tennet TSO angeschlossen.
Im Rahmen des Neubaus der Höchstspannungsleitung Wahle–Mecklar wurde Ende November 2024 auch die Anbindungsleitung zum Pumpspeicherkraftwerk erneuert und verstärkt. Diese wurde als zwei Kilometer lange Erdkabeltrasse ausgeführt. Die Nennspannung wurde auf 380 kV erhöht und die Schaltanlage Pumpspeicherkraftwerk Erzhausen entsprechend umgerüstet. Die 1964 erbaute 220-kV-Freileitung wurde dadurch entbehrlich und kann zurückgebaut werden.